# Aurélie Malaussena
Aurélie Malaussena est une gymnaste artistique française, née le 17 octobre 1993 à Grasse. Elle est capitaine de l'équipe de France de gymnastique artistique féminine aux Jeux olympiques de Londres en 2012.

## Carrière
Aurélie Malaussena commence la gymnastique à l'âge de six ans au club de « l'Entente Gymnique Grassoise Grasse » pour faire comme ses copines. Douée pour ce sport, Aurélie Malaussena intègre le centre régional à l'âge de 8 ans, puis quelque temps après le pôle France de Marseille. À partir de 2009, elle s'entraîne au Pole France de l'INSEP 30 h par semaine.
En 2006, Aurélie fait son entrée en équipe de France de gymnastique artistique féminine. Elle est entraînée par Eric et Cécile Demay et actuellement membre du club de « l’élan Gymnique rouennais ». 
C'est en 2009 à l'âge de 16 ans qu'Aurélie se révélera vraiment, remportant l'or par équipe aux Jeux méditerranéens de Pescara en Italie. Ensuite tout s'enchaîne pour la gymnaste qui, comme le dit son entraîneur, arrive à bien " gérer les grands évènements " puisqu'en 2010 elle participe aux internationaux de Paris-Bercy, aux championnats d'Europe (la France terminera malheureusement au pied du podium en prenant la 4e place) et devient vice championne de France en titre à Albertville. La même année, pour bien terminer sa saison, Aurélie est sélectionnée au championnat du monde à Rotterdam et se classe 23e mondiale en individuelle et 11e par équipe.
2011 débute mal pour Aurélie : avec une grosse entorse à la cheville, la gymnaste doit renoncer à la coupe du monde de Cottbus, au championnat d'Europe et à une grande partie des Championnats de France. Déterminée et bosseuse, Aurélie parvient à se sélectionner pour les championnats du monde qualificatifs pour les Jeux Olympiques à Tokyo. Elle améliore sa performance de 2010 en se classant 21e mondiale (23e en 2010) et 10e par équipe (11e en 2010).
2012 commence comme 2011 pour Aurélie avec de nouveaux une entorse qui la prive de la dernière étape des qualifications pour les Jeux olympiques. Ses compatriotes ont néanmoins qualifié la France, ce sont les entraîneurs qui choisiront qui ira à Londres. Rétablie, Aurélie participe en mars 2012 à la coupe du monde de Doha ; qualifiée en finale poutre, elle se blesse juste avant la finale... une entorse à l'autre cheville qui la privera comme en 2011 des championnats d'Europe. Motivée et déterminée à faire les Jeux Olympiques, Aurélie continue de s'entraîner et participe en juin 2012 au championnat de France qui sert aussi de sélection pour les Jeux Olympiques. En se classant 4e française, en prenant la médaille de bronze aux barres asymétriques et la médaille d'argent à la poutre, Aurélie obtient son billet pour les jeux olympiques de Londres.
Aurélie Malaussena est capitaine de l'équipe de France de gymnastique artistique féminine composée aux J.O. de Youna Dufournet, Anne Kuhm, Sophia Serseri et Mira Boumejmajen
Aux Jeux Olympiques de Londres 2012, Aurélie Malaussena est la seule gymnaste de l'équipe de France féminine qualifiée pour la finale du concours général dont elle finira 23e.
Elle annonce prendre sa retraite sportive après les Jeux Olympiques de 2012.

## Palmarès

### Jeux olympiques
- Londres 2012
  - 23e au concours général individuel

### Championnats de France
- Finale de la coupe de France 2009 - Mulhouse
  -  médaille d'argent au concours général par équipes.

- Liévin 2009 (Division nationale 1)
  -  médaille d'argent au concours général.
- Championnats de France Elite - Liévin 2009
  - 5e au concours général.

- Albertville 2010 (Division nationale 1)
  -  médaille d'or au concours général par équipes.

- Toulouse 2011 (Division nationale 1)

4e au concours générale par équipe